# Tongwancheng

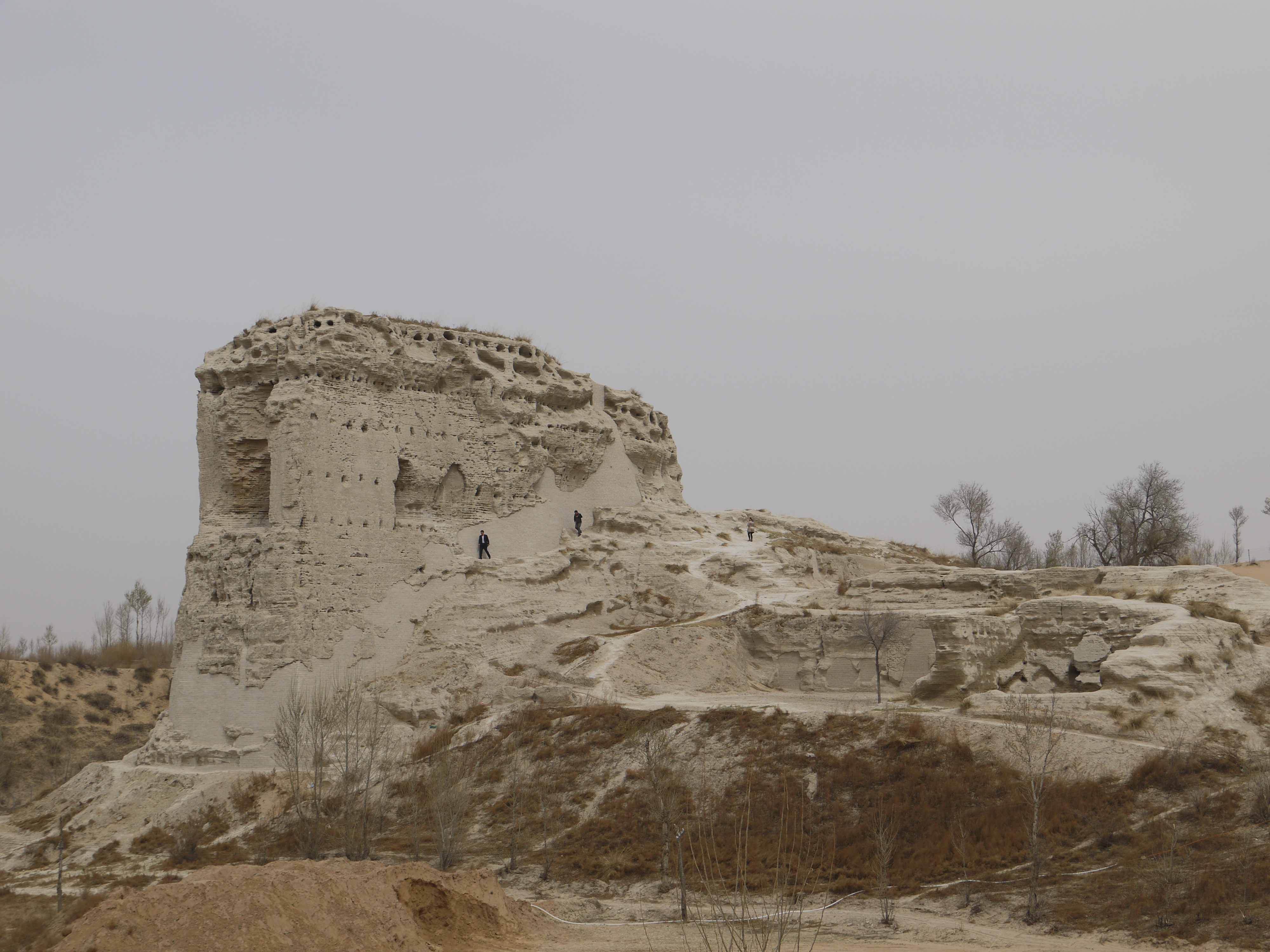
Ruinen von Tongwan 2013, mit Menschen zum Größenvergleich.

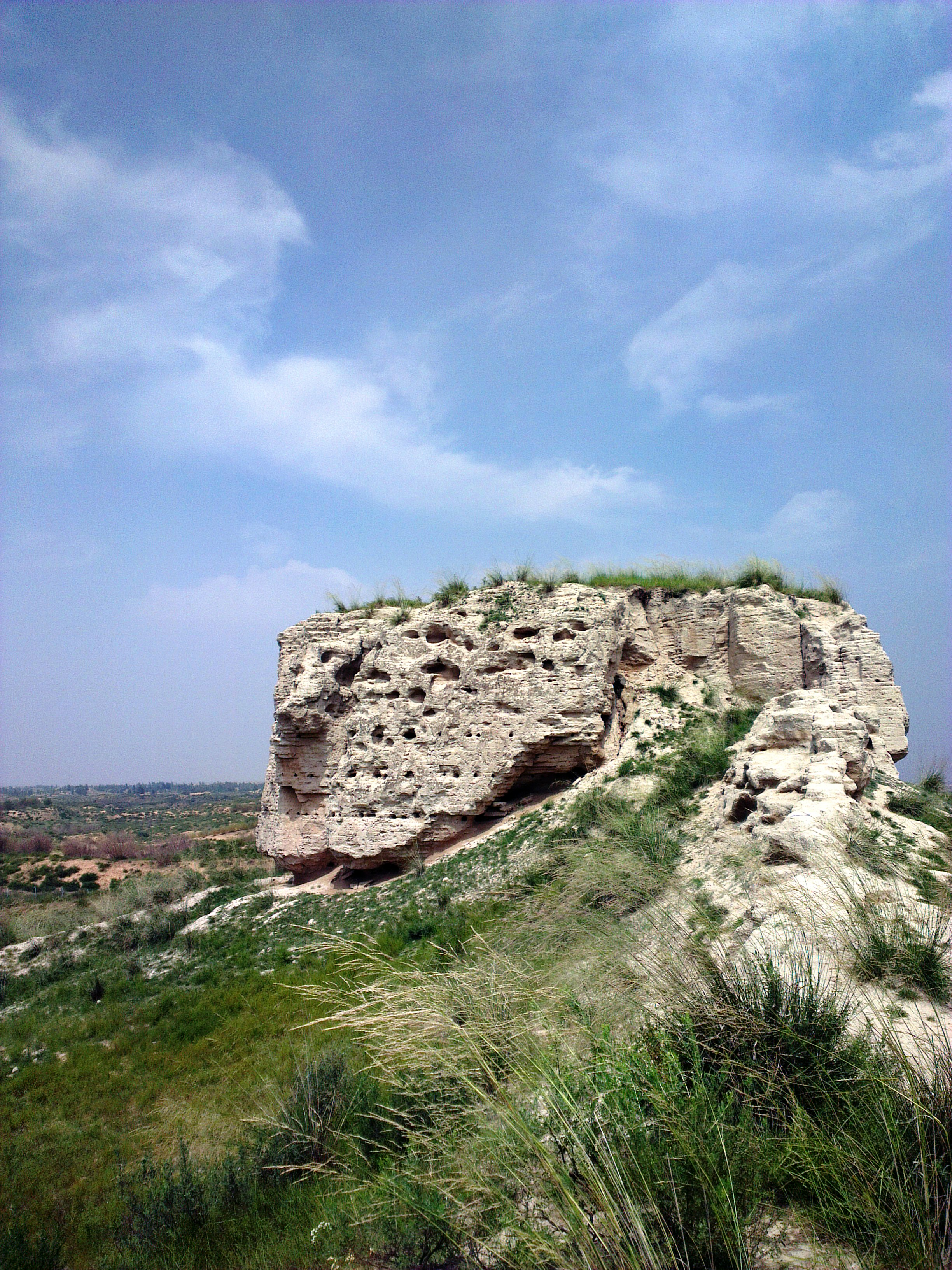
Ruinen 2013.

Tongwancheng, auch Tongwan-Stadt (chinesisch 統萬城, Pinyin Tǒngwànchéng, auch: Xia Zhou, Baichengzi chinesisch 白城子, Pinyin Bai Cheng Zi, W.-G. Pai-cheng-tzu, Bai Cheng), war die Hauptstadt der Südlichen Xiongnu, die einzige Stadt der Xiongnu, die bisher entdeckt worden ist. Die Stadt ist gut erhalten und liegt im Kreis Jingbian in der Provinz Shaanxi in China, nahe zur Grenze der Inneren Mongolei. Die Stadt liegt an der südlichen Grenze der Maowusu Sande des Ordos-Plateaus, früher ein strategischer Punkt im Zentrum des Plateaus. Die Stadt ist vermessen worden und einige Elemente wurden restauriert, aber keine Ausgrabungen vorgenommen.
Die Stadt wurde von ungefähr hunderttausend Xiongnu des Königreich der Xia unter dem Kommando von Helian Bobo im Jahre 419 erbaut, nachdem die Xiongnu ihr Steppen-Imperium im 3. Jahrhundert gegründet hatten. Helian Bobo starb 425, und Helian Chang folgte ihm als Herrscher der Stadt.
Die Chinesische Mauer wurde errichtet, um die Bedrohung durch die Xiongnu einzudämmen, und Tongwancheng war die Hauptstadt der Xiongnu jenseits dieser Mauer. Die Stadt bestand hauptsächlich aus hölzernen Gebäuden und hatte sehr dicke Wälle, die aus weißem Ton und Reismehl gemacht waren. Zeitgenössische Quellen berichten, dass die Stadt aus der Entfernung wie ein riesiges Schiff ausgesehen habe. Im Zentrum befand sich ein See. Das Jin Shu (130) überliefert einen Augenzeugenbericht:

„Der Berg ist schön, davor erstreckt sich die Ebene, und dort herum erstreckt sich ein See mit reinem Wasser. Ich habe viele Orte besucht, aber ich habe kein Land gesehen, das sich an Schönheit mit diesem Ort vergleichen könnte.“

Zu Hochzeiten hatte die Stadt ungefähr zehntausend Einwohner und wahrscheinlich kamen saisonal zum Teil nochmals so viele Angehörige von nomadische Stammesgruppen hinzu, die ihre Lager in der Umgebung der Stadt aufgeschlagen hatten. Weiße Städte wurden generell eher zu zeremoniellen Zwecken und zur Machtdemonstration nach Eroberungen errichtet als zur Sicherung der militärischen Position. Weiß war eine heilige Farbe für die Xiongnu. Die Stärke der Wälle war jedoch sicherlich notwendig, da sich das Volk zu dieser Zeit beständig im Krieg befand. Die Gefahr kam jedoch genauso aus den eigenen Reihen wie von den Chinesen. Helian Bobo wurde beispielsweise 424 von einer Armee seines Stellvertreters Helian Gui angegriffen, nachdem es zu dynastischen Auseinandersetzungen gekommen war.
426 führte Kaiser Taiwu der Nördlichen Wei einen Überraschungsangriff auf Tongwancheng. Obwohl ein kurzer Vorstoß in die Stadt nur den Erfolg hatte, dass der Haupttempel niedergebrannt wurde, so wurde doch das Umland verwüstet. Der Standort der Stadt lag an den fruchtbaren Zuflüssen des Wuding, aber Fluss und See vertrockneten, möglicherweise aufgrund der Abholzung, die unter anderem mit Taiwus Feldzug in Zusammenhang stand. Die Stadt wurde dann nach und nach vom Sand der Wüste begraben. Diese Wandernden Sande (Wuding) gaben daraufhin dem Fluss seinen heutigen Namen.
Die Xiongnu lebten weiterhin in der Region bis ins 7. oder 8. Jahrhundert. 786 wurde die Stadt von Tibetern belagert und 1206 von den Jurchen erobert. Ab dem 15. Jahrhundert gibt es keine Hinweise mehr in chinesischen Quellen.
Die Stadt wurde von den Chinesen erst Anfang der 2000er vermessen. Die Yong’an-Plattform, eine Terrasse zur Musterung der Truppen für die Würdenträger, wurde dabei wiederhergestellt und es gibt Überlegungen, sie ins UNESCO-Welterbe aufzunehmen.